# Louis Roy
Louis Désiré Roy (Brussel, 9 maart 1870 - Etterbeek, 29 juni 1939) was een Belgische atleet, die gespecialiseerd was in de sprint. Hij behaalde één Belgische titel.

## Biografie
In 1889 won Roy het eerste Belgische kampioenschap op de 100 m. Nadien werd hij nog tweemaal tweede.
Roy was aangesloten bij Sport Pédestre de Bruxelles en stapte over naar Athletic and Running Club Brussel. Bij die club werd hij secretaris-generaal.  Beroepsmatig was hij bankier bij de Nationale Bank van België.

## Belgische kampioenschappen
| Onderdeel | Jaar |
| --------- | ---- |
| 100 m     | 1889 |

## Palmares
100 m
- 1889:  BK AC - 11,6 s
- 1891:  BK AC
- 1894:  BK AC